# Gonçalo Tavares (cantor)
José Gonçalo Ferreira Tavares Amaral Gomes é um cantor e compositor português. Interpreta canções de música ligeira portuguesa.

## Percurso
Como José Gonçalo participou, aos 10 anos, na 3ª Gala dos Pequenos Cantores da Figueira da Foz onde interpretou os temas "Dança do Canguru" e "Minha Mãe Querida", que foram editados em single. Em 1980 foi considerada a melhor canção infantil da 3ª Gala Internacional dos Pequenos Cantores da Figueira da Foz.
Em 1984 fez parte da Banda Tribo que ficaram em 3º lugar no Festival RTP da Canção e que acompanharam José Cid, de quem é sobrinho. A Banda Tribo lança o  single com os temas "Padeirinha de Aljubarrota" e "Devagar Discretamente". Em 1986 lançam o single "Boneca" com "Andas Louquinha" no lado B. Faz também coros no álbum "Xi-Coração" de José Cid.
Estudou na Escola de Jazz do Porto enquanto continuou a tocar com a Banda Tribo, fazendo varias digressões internacionais por cidades como Nova Iorque, Joanesburgo, Paris, Toronto, Rio de Janeiro, etc..
Em 1988 participou, como José Gonçalo, na selecção interna do Festival RTP da Canção desse ano onde defendeu a canção "Cai Neve Em Nova Iorque". Em 1989 faz coros nos temas "Coração de Papelão" e "Canta-me um Blues" do álbum "José Cid".
Em 1997 foi um dos fundadores da banda Tempo, grupo de covers da região centro. Nesse ano produz o disco "Sol de Inverno", do cantor Paulo Ramirez, no Aura Studio.
Em 2006 faz coros e toca teclados no álbum homônimo dos Sacerdotes de Alquimia lançado pela Numérica. Participa num dueto, na canção "Ao Contrário do Coração, do álbum "De Surpresa" de José Cid, de 2006, onde participam também outros nomes como Paulo de Carvalho, Vitorino, Nuno Barroso e Moisés. Em 2007 fez coros e foi responsável pela masterização do álbum "Baladas da Minha Vida", de José Cid.
Após 11 anos na banda Tempo, banda de covers muito conhecida na região centro, saiu do grupo para se dedicar ao seu primeiro álbum a solo. Em 2009 grava "O Segredo que nos fez Sonhar", com 12 temas da sua autoria. Em 2010 Concorre ao Festival RTP da Canção e passa a fase final com o tema "Rios". No ano seguinte faz a produção de 6 temas do álbum “Quem Tem Medo de Baladas” de José Cid.
Em 2012 Gonçalo Tavares grava 17 temas originais para o seu segundo álbum com o nome "Se". O disco é apresentado ao vivo em Dezembro no Campo Pequeno e no multiusos de Guimarães. Em 2013 é lançado digitalmente pela Farol Musica com a inclusão de 6 temas ao vivo, gravados no Campo Pequeno.
Uma das faixas do álbum, "Só me lembro de ti", é incluída na banda sonora da novela "Jardins proibidos" desse ano.
Em 2015 participou no Festival RTP da Canção com a canção "Tu Tens Uma Mágica" que foi finalista por escolha dos músicos.
Em 2016 voltou à banda principal de José Cid, fazendo bastantes espectáculos em todo o País. 
Em 2016 no revivalismo de 10.000 Anos Depois Entre Vénus e Marte, foram realizados vários Concertos com a música da fase de rock progressivo de José Cid, tendo sido gravado o álbum "Live in Lisbon" no coliseu dos recreios, no qual teve uma participação fundamental nos sintetizadores, voz, pós produção e misturas. O álbum de Rock Sinfónico Português mais ouvido de sempre "Live in Lisbon", foi editado em CD + DVD + Vinil com o audio original

## Festival RTP da Canção
Em 2010, Gonçalo Tavares concorreu ao Festival RTP da Canção, integrando na lista para a votação on-line, de onde passaram 24 às semifinais.
Em 2015 ficou em 3º lugar no Festival RTP da Canção com "Tu Tens Uma Mágica".
DISCOGRAFIA
- 2010 - "O Segredo que nos fez Sonhar"
- 2013 - "Se"
- 2017 - "Ao Piano"

## Singles
- 1980 - Dança do Canguru/Minha Mãe Querida
- 1985 - Paderinha de Aljubarrota - Devagar discretamente
- 1986 - Boneca - Andas louquinha por mim
- 2020 - Vou e vou
- 2020 - Sem Ti
- 2020 - És mais forte do que pensas ser

DVDs

2016 - "Live in Lisbon - 10.000 Anos Depois Entre Vénus e Marte", DVD, (participação nos teclados e voz)